# 大连长海大桥
大连长海大桥，中国辽宁省大连市境内的一座公路跨海大桥，起点位于长海县一侧的大长山岛镇，终点位于普兰店区皮口街道。长海大桥横穿里长山海峡，并先后上跨滨海公路、金城铁路、201国道、丹大快铁等主要线路，通车后将作为507国道的一部分。

## 设计
长海大桥主通航孔桥为双塔斜拉桥，下部结构施工采用海上独立式钢平台，主塔施工采用液压爬模，主梁节段采用桥面吊机吊装；深水区下部结构采用无栈桥法一体化施工平台，减少对周边海域养殖区的影响，主梁采用钢混组合梁，梁场组拼，驳船运梁，浮吊逐孔架设；浅水区主梁采用预制混凝土中箱梁，提梁站提梁，梁上运梁，架桥机逐孔架设。皮口侧陆域接线跨丹大快铁桥，采用“支架现浇法+转体法”施工。全线采用一级公路技术标准，双向四车道，设计速度为80公里/小时。

## 建设历程
- 2025年2月24日，大桥项目开工动员大会在普兰店区皮口街道举行[2]。